# Молодіжна збірна Китайського Тайбею з футболу
Молодіжна збірна Китайського Тайбею з футболу — національна молодіжна футбольна збірна Китайського Тайбею, що складається у залежності від турніру із гравців віком до 19 або до 20 років. Вважається основним джерелом кадрів для підсилення складу основної збірної Китайського Тайбею. Керівництво командою здійснює Футбольна асоціація Китайського Тайбею.
Команда має право участі у Юнацькому кубку Азії до 19 років, у випадку успішного виступу на якому може кваліфікуватися на молодіжний чемпіонат світу до 20 років. Також може брати участь у товариських і регіональних змаганнях.

## Юнацький (U-19) кубок Азії з футболу
| Рік    | Результат                        | І  | В | Н | П  | Г+ | Г- |
| ------ | -------------------------------- | -- | - | - | -- | -- | -- |
| 1961   | груповий етап                    | 4  | 0 | 0 | 4  | 4  | 20 |
| 1966   | третє місце                      | 7  | 2 | 3 | 2  | 6  | 13 |
| 1967   | груповий етап                    | 3  | 1 | 0 | 2  | 4  | 7  |
| 1968   | груповий етап                    | 3  | 0 | 0 | 3  | 1  | 14 |
| 1969   | груповий етап                    | 3  | 0 | 2 | 1  | 6  | 7  |
| 1970   | груповий етап                    | 3  | 0 | 0 | 3  | 0  | 5  |
| 1971   | груповий етап                    | 3  | 1 | 0 | 2  | 3  | 6  |
| 1972   | груповий етап                    | 3  | 0 | 1 | 2  | 1  | 7  |
| 1974   | груповий етап                    | 3  | 1 | 0 | 2  | 3  | 4  |
| 2018   | груповий етап                    | 3  | 0 | 0 | 3  | 2  | 15 |
| Усього | Найкращий результат: третє місце | 32 | 5 | 6 | 21 | 28 | 83 |